# هربرت براون (سياسي)
هربرت براون (بالإنجليزية: Herbert Brown)‏ هو سياسي أسترالي، ولد في 12 مارس 1839، وتوفي في 1 يوليو 1929. حزبياً، نشط في Protectionist Party ‏. وقد انتخب عضو الجمعية التشريعية نيو ساوث ويلز.